# Colfax (miasto w hrabstwie Dunn)
Colfax – miasto w Stanach Zjednoczonych, w stanie Wisconsin, w hrabstwie Dunn.